# Mielikki (mitologia)
Nella mitologia finlandese Mielikki (oppure Mielik od anche Aninka) corrisponde alla dea della foresta e della caccia. 

Moglie di Tapio (dio della foresta) e madre di Nyyrikki (lo spirito della caccia) e Tellervo, quest'ultima è lo spirito femminile della foresta ed è conosciuta anche come Tuulikki, lo spirito del vento. 

Secondo alcune canzoni Tuulikki è un'altra persona (diversa da Tellervo ) ed a volte viene menzionata anche una quarta persona (la terza figlia) di nome Annikki.
Nella mitologia estone è conosciuta come Metsaema.

## Folclore e letteratura
Secondo il folclore, Mielikki contribuì nella creazione dell'orso, ha capacità di guarigione per gli animali che sono scampati alle trappole ed aiuta i pulcini che sono caduti dai loro nidi. Conosce le erbe medicinali e può aiutare anche gli esseri umani.
Nel Kalevala (dove viene indicata anche con i nomi di Mimerkki, Metsän emäntä), Lemminkäinen invoca Mielikki e Tapio offrendo oro ed argento per poter catturare l'alce di Hiisi ed in una parte successiva viene invocata dalla moglie di Ilmarinen perché mantenga sicuro il gregge mentre pascola nella foresta.